# Hoshin Engi
Hoshin Engi (封神演義?, Hōshin engi), conosciuto anche come Soul Hunter, è un manga fantasy scritto e disegnato da Ryu Fujisaki, e pubblicato in Giappone dalla Shūeisha nella rivista Weekly Shōnen Jump. Consta di 23 tankōbon, ed è giunta anche in America grazie alla Viz Media, con uscite bimestrali a partire dal 5 giugno 2007. In Italia è stato pubblicato dalla Star Comics.
Hoshin Engi è liberamente ispirato da un antico poema cinese chiamato Fengshen Yanyi. La storia si svolge nella leggendaria storia della Cina, in particolare tra gli ultimi membri degli Yin in chiave rivista e modernizzata. La storia è stata adattata in un anime, trasmesso sulla TV giapponese TV Tokyo nel 1999 per un totale di 26 episodi, e venne distribuito nel Nord America in DVD col nome di Soul Hunter (cacciatore di anime) nel 2001. I personaggi della serie appaiono anche nel videogioco Jump Ultimate Stars.

## Trama
La storia è ambientata in una Cina leggendaria. Un meraviglioso spirito femmina di volpe di nome Dakki So sta controllando l'imperatore Chuu-oh e l'amministrazione nella dinastia Yin, e sta usando il suo potere su di lui per fare del male nella nazione.
Un immortale in allenamento di nome Taikobo viene scelto dal grande saggio immortale per il progetto Hoshin, attraverso il quale si cercherà di fermare o distruggere i demoni maligni che infestano il mondo. Nel corso delle sue avventure, Taikobo incontra e si unisce ad altri potenti compagni e si prepara per scacciare via i demoni ed eventualmente distruggere la stessa Dakki.

## Manga
Il manga è stato scritto da Ryu Fujisaki e serializzato dal 24 giugno 1996 al 6 novembre 2000 sulla rivista Weekly Shōnen Jump edita da Shūeisha. In seguito i vari capitoli sono stati raccolti in 23 volumi tankōbon usciti tra il 1º novembre 1996 e il 22 dicembre 2000.
In Italia fu pubblicato da Star Comics nella collana Dragon dal 1º marzo 2007 al 7 gennaio 2009.

### Volumi
| Nº | Data di prima pubblicazione | Data di prima pubblicazione | Data di prima pubblicazione |
| Nº | Giapponese                  | Giapponese                  | Italiano                    |
| -- | --------------------------- | --------------------------- | --------------------------- |
| 1  | 1º novembre 1996            | ISBN 4-08-872141-1          | 1º marzo 2007               |
| 2  | 10 gennaio 1997             | ISBN 4-08-872142-X          | 2 aprile 2007               |
| 3  | 4 aprile 1997               | ISBN 4-08-872143-8          | 2 maggio 2007               |
| 4  | 4 giugno 1997               | ISBN 4-08-872144-6          | 1º giugno 2007              |
| 5  | 4 agosto 1997               | ISBN 4-08-872145-4          | 2 luglio 2007               |
| 6  | 3 ottobre 1997              | ISBN 4-08-872146-2          | 2 agosto 2007               |
| 7  | 4 dicembre 1997             | ISBN 4-08-872147-0          | 3 settembre 2007            |
| 8  | 4 marzo 1998                | ISBN 4-08-872529-8          | 3 ottobre 2007              |
| 9  | 1º maggio 1998              | ISBN 4-08-872552-2          | 2 novembre 2007             |
| 10 | 3 luglio 1998               | ISBN 4-08-872575-1          | 3 dicembre 2007             |
| 11 | 2 settembre 1998            | ISBN 4-08-872602-2          | 3 gennaio 2008              |
| 12 | 4 novembre 1998             | ISBN 4-08-872627-8          | 4 febbraio 2008             |
| 13 | 8 gennaio 1999              | ISBN 4-08-872654-5          | 3 marzo 2008                |
| 14 | 2 aprile 1999               | ISBN 4-08-872698-7          | 3 aprile 2008               |
| 15 | 3 giugno 1999               | ISBN 4-08-872723-1          | 2 maggio 2008               |
| 16 | 4 agosto 1999               | ISBN 4-08-872746-0          | 3 giugno 2008               |
| 17 | 4 novembre 1999             | ISBN 4-08-872783-5          | 2 luglio 2008               |
| 18 | 2 febbraio 2000             | ISBN 4-08-872820-3          | 4 agosto 2008               |
| 19 | 4 aprile 2000               | ISBN 4-08-872845-9          | 3 settembre 2008            |
| 20 | 2 giugno 2000               | ISBN 4-08-872871-8          | 2 ottobre 2008              |
| 21 | 4 settembre 2000            | ISBN 4-08-873007-0          | 3 novembre 2008             |
| 22 | 2 novembre 2000             | ISBN 4-08-873034-8          | 3 dicembre 2008             |
| 23 | 22 dicembre 2000            | ISBN 4-08-873059-3          | 7 gennaio 2009              |

## Anime

### Serie 1999
Un adattamento anime prodotto da Studio Deen e diretto da Junji Nishimura fu trasmesso su TV Tokyo dal 3 luglio al 25 dicembre 1999.

#### Episodi
| Nº | Giapponese 「Kanji」 - Rōmaji                                                               | In onda           | In onda |
| Nº | Giapponese 「Kanji」 - Rōmaji                                                               | Giapponese        |         |
| 1  | 「太公望、封神計画を授かる」 - Taikōbō, hōshin keikaku o sazuga-ru                          | 3 luglio 1999     |         |
| 2  | 「太公望、最初の封神す」 - Taikōbō, saicho no hōshin-su                                     | 10 luglio 1999    |         |
| 3  | 「陳塘関に宝貝人間出現す」 - Chintōkan ni paopei ningen shutsugensu                         | 17 luglio 1999    |         |
| 4  | 「陳塘関の蓮桃大戦」 - Chintōkan no Hasumomo Taisen                                         | 24 luglio 1999    |         |
| 5  | 「西伯侯姫昌朝歌を脱出す」 - Seihakukō Kishō Chōka o dasshutsu-su                           | 31 luglio 1999    |         |
| 6  | 「雷震子、起風発雷す」 - Raishinshi, Kifūhatsurai-su                                        | 7 agosto 1999     |         |
| 7  | 「皇后姜妃、逆賊として囚われる」 - Kōgō Kyōhi, gyakuzoku oshite torawareru                  | 14 agosto 1999    |         |
| 8  | 「太公望、楊戩に試される」 - Taikōbō, Yōzen ni tamesareru                                   | 21 agosto 1999    |         |
| 9  | 「黄飛虎、造反を決意す」 - Kō Hiko, zōban o ketsui-su                                       | 28 agosto 1999    |         |
| 10 | 「臨潼関に快男児あらわる」 - Rintōkan ni kaidanji to arawaru                                | 4 settembre 1999  |         |
| 11 | 「太公望、黄飛虎と出会う事」 - Taikōbō, Kō Hiko to deau koto                                | 11 settembre 1999 |         |
| 12 | 「黄飛虎、聞仲、街道に対決す」 - Kō Hiko, Bunchū, kaidō ni taiketsu su                      | 18 settembre 1999 |         |
| 13 | 「太公望、西伯侯姫昌と邂逅す」 - Taikōbō, Seihakukō Kishō to kaikō-su                       | 25 settembre 1999 |         |
| 14 | 「西岐軍、北へ出陣す」 - Seikigun, kita e shutsujin-wu                                      | 2 ottobre 1999    |         |
| 15 | 「四聖猛攻」 - Shisei mōkō                                                                  | 9 ottobre 1999    |         |
| 16 | 「四聖封神」 - Shisei hōshin                                                                | 16 ottobre 1999   |         |
| 17 | 「弦、崇城に流るる事」 - Gen, Sūjō ni nagaruru koto                                         | 23 ottobre 1999   |         |
| 18 | 「兄弟、荒野に帰還す」 - Kyōdai, kōya ni kikan-su                                           | 30 ottobre 1999   |         |
| 19 | 「朝歌炎上」 - Chōka enjō                                                                   | 6 novembre 1999   |         |
| 20 | 「殷王朝滅亡す」 - In ōchō metsubō-su                                                       | 13 novembre 1999  |         |
| 21 | 「妲己封神」 - Dakki Hōshin                                                                 | 20 novembre 1999  |         |
| 22 | 「崑崙山攻防戦」 - Konronsan kōbōsen                                                        | 27 novembre 1999  |         |
| 23 | 「太公望、玉虚宮に進退極まる」 - Taikōbō, Kyoku Kyokū ni shintai kiwamaru                   | 4 dicembre 1999   |         |
| 24 | 「元始天尊、太公望に未来を見せる事」 - Genshi Tenson, Taikōbō ni mirai o miseru koto        | 11 dicembre 1999  |         |
| 25 | 「太公望、追憶の川に釣り針を降ろす事」 - Taikōbō, tsuioku no kawa ni tsuribari o orosu koto | 18 dicembre 1999  |         |
| 26 | 「太公望、道を示す事」 - Taikōbō, michi o shimesu koto                                      | 25 dicembre 1999  |         |

### Serie 2018
Un remake della serie, prodotto da C-Station e diretto da Masahiro Aizawa è stato trasmesso su Tokyo MX, Sun TV, KBS Kyoto, BS11 e AT-X dal 12 gennaio al 29 giugno 2018.

#### Episodi
| Nº  | Giapponese 「Kanji」 - Rōmaji                               | In onda          | In onda |
| Nº  | Giapponese 「Kanji」 - Rōmaji                               | Giapponese       |         |
| 1   | 「封神の書」 - Fūjin no sho                                 | 12 gennaio 2018  |         |
| 2   | 「哪吒」 - Nataku                                           | 19 gennaio 2018  |         |
| 3   | 「楊戩」 - Yōsen                                            | 26 gennaio 2018  |         |
| 4   | 「武成王造反」 - Buseiōu zōhan                              | 2 febbraio 2018  |         |
| 5   | 「二つの道」 - Futatsu no michi                             | 9 febbraio 2018  |         |
| 6   | 「老賢人に幕は降り」 - Rō kenjin ni maku wa ori             | 16 febbraio 2018 |         |
| 6.5 |                                                             | 23 febbraio 2018 |         |
| 7   | 「仙界大戦、開幕！！」 - Senkai taisen, kaimaku!!           | 2 marzo 2018     |         |
| 8   | 「十絶陣の戦い」 - Jūzetsujin no tatakai                    | 9 marzo 2018     |         |
| 9   | 「神経衰弱」 - Shinkei suijaku                              | 16 marzo 2018    |         |
| 10  | 「血の雨」 - Chi no ame                                     | 23 marzo 2018    |         |
| 11  | 「虫」 - Mushi                                              | 30 marzo 2018    |         |
| 12  | 「ニューロマンティック」 - Nyū romantikku                   | 6 aprile 2018    |         |
| 13  | 「鏡」 - Kagami                                             | 13 aprile 2018   |         |
| 14  | 「寄生」 - Kisei                                            | 20 aprile 2018   |         |
| 15  | 「SHADOW/光」 - SHADOW/Hikari                               | 4 maggio 2018    |         |
| 16  | 「通天教主」 - Tsūten Kyōshu                                | 11 maggio 2018   |         |
| 17  | 「普賢真人」 - Fugen Shinjin                                | 18 maggio 2018   |         |
| 18  | 「死闘」 - Shitō                                            | 25 maggio 2018   |         |
| 19  | 「聞仲」 - Bunchū                                           | 1º giugno 2018   |         |
| 20  | 「星降る時」 - Hoshi furu toki                              | 8 giugno 2018    |         |
| 21  | 「閃光・静寂・そして…」 - Senkō, shijima, soshite...        | 15 giugno 2018   |         |
| 22  | 「武雄封神」 - Buyū houshin                                 | 22 giugno 2018   |         |
| 23  | 「老いたる象徴と風の分岐」 - Oitaru shōchō to kaze no bunki | 29 giugno 2018   |         |

## Accoglienza
Nel sondaggio Manga Sōsenkyo 2021 indetto da TV Asahi, 150 000 persone hanno votato la loro top 100 delle serie manga e Hoshin Engi si è classificata al 68º posto.